# Аспержок
Аспержо́к (фр. Asperjoc, окс. Asperjòc) — коммуна во Франции, находится в регионе Рона — Альпы. Департамент коммуны — Ардеш. Входит в состав кантона Антрег-сюр-Волан. Округ коммуны — Ларжантьер.
Код INSEE коммуны — 07016.

## Население
Население коммуны на 2008 год составляло 339 человек.
| 1962 | 1968 | 1975 | 1982 | 1990 | 1999 | 2008 |
| ---- | ---- | ---- | ---- | ---- | ---- | ---- |
| 453  | 405  | 407  | 364  | 370  | 361  | 339  |

## Экономика

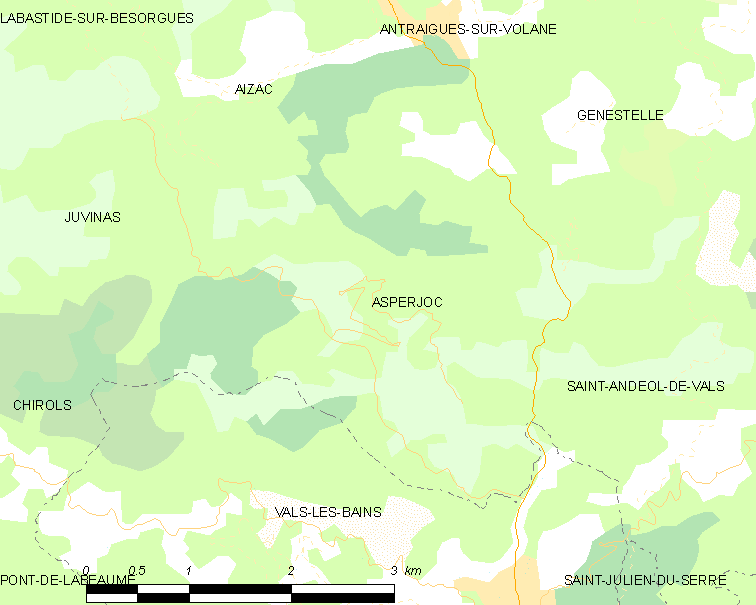
Карта коммуны

В 2007 году среди 225 человек в трудоспособном возрасте (15—64 лет) 161 были экономически активными, 64 — неактивными (показатель активности — 71,6 %, в 1999 году было 70,3 %). Из 161 активных работали 130 человек (64 мужчины и 66 женщин), безработных было 31 (16 мужчин и 15 женщин). Среди 64 неактивных 14 человек были учениками или студентами, 22 — пенсионерами, 28 были неактивными по другим причинам.

## Достопримечательности
- Церковь XIX века